# Стара Љубовња
Стара Љубовња (слч. Stará Ľubovňa, мађ. Ólubló, пољ. Lubowla) град је у Словачкој, у оквиру Прешовског краја.

## Географија
Стара Љубовња је смештена у северном делу државе, близу државне границе са Пољском (15 километара северно од града). Главни град државе, Братислава, налази се 380 km југозападно од града.
Рељеф: Стара Љубовња се развила у високо положеној котлини реке Попрад. Надморска висина града је око 550 m, па је град међу вишима у Словачкој. Око котлине издижу се Високе Татре.
Клима: Клима у Старој Љубовњи је умерено континентална.
Воде: Кроз Стару Љубовњу протиче истоимена река Попрад. Она дели град на два дела.

## Историја
Људска насеља на овом простору датирају још из праисторије. Насеље под данашњим именом први пут се спомиње у 1292. г., а 1412. г. насеље је добило градска права. Током следећих векова град је био у саставу Угарске као обласно трговиште, насељено немачким Сасима.
Крајем 1918. г. Стара Љубовња је постала део новоосноване Чехословачке. У време комунизма град је нагло индустријализован, па је дошло до наглог повећања становништва. После осамостаљења Словачке град је постао њено обласно средиште, али је дошло и до проблема везаних за преструктурирање привреде.

## Становништво
| Година:    | 1994.  | 2004.   | 2014.   | 2024.   |
| ---------- | ------ | ------- | ------- | ------- |
| Број људи: | 15 447 | 16 348  | 16 366  | 15 599  |
| Разлика:   |        | +5,83 % | +0,11 % | -4,68 % |

| Година:    | 2023.  | 2024.   |
| ---------- | ------ | ------- |
| Број људи: | 15 628 | 15 599  |
| Разлика:   |        | -0,18 % |

Данас Стара Љубовња има нешто мање од 16.000 становника и последњих година број становника опада.
Етнички састав: По попису из 2021. г. састав је следећи:
- Словаци - 84,2%,
- Роми - 3,4%,
- Русини - 2,1%%,
- Чеси - 0,4%%,
- остали.

Верски састав: По попису из 2021. г. састав је следећи:
- римокатолици - 55,3%,
- гркокатолици - 22,1%,
- атеисти - 8,9%,
- лутерани - 0,5%,
- остали.[5]

## Партнерски градови
- Нови Сонч
- Балчик

## Галерија
- Замак у Љубовни
- Главни градски трг
- Стара црква
- Музеј народне градње